# Нефть (театр)
Театр «Нефть» (укр. «Нєфть», c 6 ноября 2023 — «Нафта») — альтернативный независимый театр, базирующийся в Харькове с 2018 года. «Нефть» является открытой театральной платформой, где нет фиксированной труппы и классических канонов. Актёры, режиссёры, музыканты, хореографы, художники могут привносить свои замыслы, создавать творческие коллективы и реализовывать новые художественные проекты.

## Миссия
Театр «Нефть» создан для реализации современной трактовки, экспериментов и разрушения стереотипных театральных стандартов. Это платформа для сотрудничества с прогрессивными художниками и художницами. В основе сюжетов — актуальные темы современности: ЛГБТ, виктимность, толерантность, космополитизм. Спектакли театра включают элементы комикса и ток-шоу. Основная идеология — активно привлекать современных деятелей искусства с целью предоставить широкий спектр возможностей для реализации их творческого потенциала на платформе «Нефть».
Слоган театра: «Пылаем по существу».

## История
Театр «Нефть» основан актёрами Артёмом Усиком и Игорем Ключником в 2018 году как платформа для творческих экспериментов без привязок к конкретным жанрам. За год существования театр представил 4 спектакля.
Премьеры:
- «Антон и Наташа в поисках смысла жизни» — 28 марта 2018;
- «Орфей: PUBLIC TALK» — 21 ноября 2018[2];
- «Страдания на Гончаровке» — 29 ноября 2018[2],
- APOLLO — 25—26 июня 2019 года.

## Репертуар

### Антон и Наташа в поисках смысла жизни
Спектакль-шоу, созданный совместно с театром «Прекрасные Цветы».
Псевдофилософский юмористический комикс о жизни супружеской пары и о театре в целом. После 6 лет счастливых отношений Антон и Наташа решают обрести смысл жизни. Для этого Антон садится на велосипед и отправляется в путешествие по разным социальным слоям. Он встречается с мудрецом, бандитами, бизнесменом, монстром, актёром и другими героями. У каждого из них своё мировоззрение, которое становится одним из фрагментов пазла в понимании главного вопроса.
Параллельно с историей пары зрители знакомятся с природой театра, его правилами и мифами. Актёры иногда прерывают сюжетную линию, ссорясь и дискуссируя на сцене. Таким образом, зритель видит обратную сторону театра.
Автор сценария и режиссёр — Артём Усик.
Композиторы — DIAKOVA, THE AND.

### Спектакль-шоу «Орфей: PUBLIC TALK»
Спектакль-провокация с элементами ток-шоу и стендапа. Герои поднимают темы любви, ЛГБТ и порнографии.
Орфей, герой древнегреческого мифа, попадает на современное ток-шоу, сопровождаемое Ведущим, живой музыкой и искусственным интеллектом. Орфей потерял любимую женщину в царстве мёртвых и пытается её вернуть. Разобраться в этой истории помогает Ведущий, кукольная курочка София и зрители. В представлении отсутствует четвёртая стена, зрители влияют на развитие событий в представлении, участвуя в некоторых сценах.
Орфей — романтик, однолюб. Он хранит верность Эвридике. Ведущий — скептически настроенный земной человек. Ещё один персонаж — курочка София, которая пытается уговорить Орфея забыть о Эвридике и заняться собой.
Это первое театральное представление с использованием рекламных пауз, при этом продукция брендов освещается героями ток-шоу.
Авторы и перформеры — Артём Усик, Игорь Ключник.
Композиторы — Антон Бегменко, Александра Малацковская.

### Спектакль «Страдания на Гончаровке»
«Страдания на Гончаровке» — современная интерпретация пьесы «Сватовство на Гончаровке» украинского писателя, драматурга и журналиста Григория Квитки-Основьяненко.
Эта постановка — яркий пример нетрадиционной трактовки классических произведений. Социально-бытовые страдания украинцев раскрываются под ритмы хип-хопа и джаза. В качестве средства художественного выражения используется генеративный видеоарт. На сцене музыканты играют на саксофонах и электрогитарах. Все музыкальные композиции в спектакле авторские.
В основе — история страстной любви Ульяны и Алексея, алчности родителей и глупости Стецька, за которого сватают Ульяну. Все события проходят на Гончаровке, за Холодной Горой в Харькове.
Режиссёр — Артём Усик.
Композиторы — Станислав Кононов, Сергей Савенко.
Автор вокальных партий — Александра Малацковская.

### Перформативно-пластическое представление APOLLO
Представление по мотивам неоклассического балета «Аполлон Мусагет» Игоря Стравинского. Актёры раскрывают историю жизни маэстро, позиционировавшего себя гражданином мира, и выражают собственную точку зрения в отношении космополитизма.
Спектакль о роли и месте художника в обществе, о причинах и последствиях эмиграции. Актёры рассуждают, способно ли искусство трансформировать ту среду, в которой находится художник.
Режиссёр — Нина Хижная.
Дирижёр — Станислав Христенко.
Гитара — Станислав Кононов.
Музыкальное сопровождение — камерный оркестр NOVA SINFONIETTA.
Интересные факты:
- Создатели текстов и авторы сценографии — сами актёры. Таким образом, каждый выражает свою точку зрения.
- В качестве реквизита на сцене — чемодан, растения, автобусная остановка и жидкий азот.
- Спектакль демонстрируется на шести языках, однако, для понимания смысла происходящего на сцене знать их не обязательно.

## Участие в фестивалях
- Parade-fest[5][6]. Харьков, 2018 («Антон и Наташа в поисках смысла жизни»).
- XVIII театральный фестиваль «Салтовская Весна». Харьков, 2019 («Антон и Наташа в поисках смысла жизни»)
- II театрально-урбанистический фестиваль Parade-fest[7]. Харьков, 2019 (APOLLO)
- «IV Украинская неделя в Гданьске»[8]. Польша, 2019 (APOLLO).